# María Isabel Hylton Scott

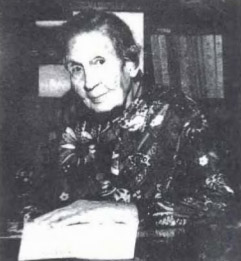
María Isabel Hylton Scott

María Isabel Hylton Scott (* 16. August 1889 in Córdoba; † 1. September 1990 in La Plata) war eine argentinische Zoologin, Malakologin und Hochschullehrerin. Ihr Forschungsinteresse galt den terrestrischen Schnecken, von denen sie eine Familie, 47 Arten und vier Unterarten erstbeschrieb.

## Leben
Nach der Absolvierung des Lehrerdiploms in ihrer Geburtsstadt im Jahr 1908 arbeitete Hylton Scott für ein Jahr als Lehrerin an einer Normalschule, bevor sie sich entschied, ihr Studium an der Universidad Nacional de La Plata fortzusetzen. 1911 wurde sie Dozentin für Pädagogik und verwandte Wissenschaften. Ab 1914 arbeitete sie als Assistentin im zoologischen Laboratorium des La-Plata-Museums, danach wurde sie zur Laborleiterin ernannt. 1917 wurde sie mit der Dissertation Sobre el desarrollo intraovarial de Fitzroyia lineata über die Embryologie der lebendgebärenden Süßwasserfischart Fitzroyia lineata (heute Jenynsia lineata) unter der Leitung von Miguel Fernández und seiner Frau Katy Marcinowsky-Fernández zum Doctor en Ciencias Naturales promoviert und war somit die erste Frau, die in Argentinien einen Doktortitel in Zoologie erhielt.
Während ihres Studiums lernte sie ihren späteren Ehemann Max Birabén (1893–1977) kennen, mit dem sie im Verlauf ihrer Karriere zusammenarbeitete. Hylton Scott war ab 1919 zunächst als Leiterin der Abteilung für Praxisaufgaben und von 1933 bis 1946 als Professorin an der Universidad Nacional de La Plata tätig, wo sie Wirbellosen-Zoologie und vergleichende Anatomie lehrte. Als Juan Perón 1946 an die Macht kam, hatte seine zivil-militärische Befreiungsrevolution schwerwiegende Folgen für die Universitäten des Landes. Hylton Scott musste ihre universitäre Tätigkeit unterbrechen und kehrte 1955 auf den Lehrstuhl zurück. 1954 gründete sie mit ihrem Mann die Zeitschrift Neotrópica. Notas Zoológicas Sudamericanas, die bis 1977 veröffentlicht wurde.
1965 ging Hylton Scott im Alter von 76 Jahren in den Ruhestand, setzte jedoch ihre Forschungsarbeit ihr ganzes Leben lang fort. Mit 88 Jahren erhielt sie eine Medaille anlässlich des hundertjährigen Bestehens des La-Plata-Museums, und in den folgenden sieben Jahren veröffentlichte sie fünf neue wissenschaftliche Arbeiten. 1977 ernannte sie die Asociación Argentina de Ciencias Naturales zum Ehrenmitglied für ihre außergewöhnlichen wissenschaftlichen Verdienste.
Zu Hylton Scotts Erstbeschreibungen zählen die Gattungen und Arten Lilloiconcha tucumana (1963), Aylacostoma chloroticum (1954), Aylacostoma stigmaticum (1954), Bostryx doelloi (1953), Bostryx martinezi (1965), Bostryx costellatus (1971), Bulimulus elatior (1952), Bulimulus gracilis (1948), Chilina megastoma (1958), Clessinia pagoda (1967), Epiphragmophora hemiclausa (1951), Epiphragmophora jujuyensis (1962), Epiphragmophora proseni (1951), Epiphragmophora puella (1951), Epiphragmophora variegata (1962), Flammulina festiva (1970), Hirtudiscus (1973), Kuschelenia (1951), Pilsbrylia (1952), Pilsbrylia paradoxa (1952), Glabrogyra kuscheli (1957), Radiodiscus pilsbryi (1957), Clessinia paucidenta (1971), Clessinia tridens (1967), Stephadiscus (1981) und Ulpia (1955).
Im Alter von 100 Jahren übertrug Hylton Scott ihre Sammlung dem La-Plata-Museum.

### Reise nach Santa Cruz
Von Februar bis März 1936 reiste Hylton Scott mit ihrem Mann auf dem Landweg in die Provinz Santa Cruz, um Forschungsmaterial zu sammeln. Zu diesem Zweck bereiteten sie ein Fahrzeug vor, das ihnen als Schlafstätte und Laboratorium dienen sollte; ein Bus mit einem Chevrolet-Fahrgestell, der 6 Meter lang, 2,10 Meter breit und 2,60 Meter hoch war. Sie verließen La Plata an Bord eines Tankschiffes, das sie einschließlich ihres Wohnmobils nach Comodoro Rivadavia brachte. Nach drei Tagen erreichten sie ihr Ziel. Ende März kehrten sie mit einer bedeutenden Sammlung von zahlreichen Tierarten (insgesamt 259 Proben von 133 verschiedenen Arten), einer weiteren Pflanzenart und mehreren Feldnotizen in das La-Plata-Museum zurück. Die Ergebnisse wurden im folgenden Jahr im La Plata Museum Journal und ein längerer Bericht in fünf Ausgaben der Zeitschrift Argentina Austral veröffentlicht.

## Dedikationsnamen
Der Arachnologe Cândido Firmino de Mello-Leitão benannte 1940 und 1941 die beiden Spinnenarten Meriola hyltonae und Geolycosa hyltonscottae zu Ehren von Hylton Scott.